# Le colin-maillard
Le colin-maillard (deutsch etwa „Das Blinde-Kuh-Spiel“) ist eine Opéra-comique in einem Akt von Aristide Hignard (Musik) mit einem Libretto von Jules Verne und Michel Carré. Sie wurde am 28. April 1853 am Théâtre-Lyrique in Paris uraufgeführt.

## Handlung
Vorgeschichte. Der Hof-Florist Casimir Bonneau lebt mit seiner Schwester Pélagie zusammen, einer „jungen Dame“ von 47 Jahren, die geschworen hat, ihre drei Nichten Florine, Colette und Brigitte erst nach ihrer eigenen Hochzeit zu vermählen. Die drei jungen Mädchen greifen zu einer List, um diese Heirat zu beschleunigen. Als ein alter Finanzier, der Baron de la Verdure, Colette einen Liebesbrief schreibt, schmuggeln die Mädchen diesen in den Korb Pélagies, die daraufhin einen amourösen Briefwechsel ihrem vermeintlichen Verehrer anfängt. Der Baron vereinbart mit Pélagie (die er für Colette hält) ein Rendezvous im Wald von Meudon. Dorthin bestellen die drei jungen Mädchen auch ihre Geliebten.
Szene 1. Zu Beginn der Oper treffen die drei jungen Männer am vereinbarten Ort ein und stellen einander vor (Nr. 1, Trio: „Florine, belle Florine“). Cyprien, ein „ebenso galanter wie treuer Maler“, liebt Florine. Colettes Verehrer ist Léonidas, „Soldat des Königs und verliebt in jede Schöne“. Cotylédon, der Geliebte Brigittes, studiert „in Ermangelung etwas Besseren Pharmazie“. Als der Baron auftaucht, verstecken sich die jungen Leute, um ihn zu beobachten.
Szene 2. Der Baron wähnt sich zunächst alleine, da seine Geliebte noch nicht eingetroffen ist (Nr. 2, Air Bouffe: „Quel aimable Financier“). Kurz darauf kehren die drei jungen Männer zurück und machen sich über ihn lustig, bis er ihnen den Grund für seine Anwesenheit erklärt. Die drei erkennen, dass es sich bei der erwarteten Dame um die Tante ihrer Mädchen handelt. Léonidas singt eine neckische Arie (Nr. 3: „Vous désirez savoir“), und die drei entfernen sich lachend.
Szene 3. Der Baron wartet weiterhin ungeduldig auf Colette.
Szene 4. Casimir, der mit einem Korb voll Essen eintrifft, teilt dem Baron mit, dass er hier seine Schwester und drei Nichten erwarten wolle. Weil Casimir seinen Wink, fortzugehen, ignoriert, verlässt der Baron selbst enttäuscht den Platz.
Szene 5. Pélagie und die drei Nichten treffen ein, erfreut, dem langweiligen Stadtleben entkommen zu sein (Nr. 4, Ensemble: „Qu’il est doux“). Während die Mädchen im Wald nach Blumen suchen, stellt Pélagie fest, dass Casimir das Besteck vergessen hat. Sie will es von Madame de Lauraguais holen. Casimir ist besorgt, dass ihr etwas zustoßen könnte, wenn sie alleine durch den Wald geht. Sie beruhigt ihn jedoch (Nr. 5, Couplets: „Monsieur, ne vous déplaise“).
Szene 6. Die Mädchen unterhalten sich über den Streich, den sie ihrer Tante mit dem Brief gespielt haben, um sie zu verkuppeln. Sie beklagen sich bei Casimir über Langeweile und bitten ihn, sie für eine Weile frei herumschweifen zu lassen.  Colette führt diesen Wunsch in ihren Couplets näher aus (Nr. 6: „Devant toi, nous plaidons la danse“). Plötzlich hören sie seltsame Geräusche, und Casimir verlässt die Szene, um nach der Ursache zu sehen.
Szene 7. Die drei jungen Männer nutzen die Gelegenheit, ihre Geliebten zu begrüßen. Sie schnappen sich schnell ein paar Lebensmittel und ziehen sich wieder zurück.
Szene 8. Casimir kehrt zurück, ohne irgendetwas gefunden zu haben (Nr. 7, Septett: „Je n’ai rien vu“). Er stellt erschrocken fest, dass die Lebensmittel weg sind. Die jungen Mädchen leugnen, sie genommen zu haben.
Szene 9. Jetzt kommen nacheinander auch die drei Männer wieder. Jeder Einzelne bietet dem erstaunten Casimir großzügig von dem gestohlenen Essen an, das er angeblich von einem alten Faun, einem Silvanus oder einem Raben erhalten hat. Casimir hegt keinen Verdacht, sondern fühlt sich geschmeichelt. Er lädt die drei zum gemeinsamen Abendessen ein, was sie gerne annehmen. Er bemerkt sogar, dass er seine Nichten gerne mit Männern wie ihnen verheiraten würde. Als sie entgegnen, dass ihre eigenen Anträge von Pélagie bereits abgelehnt wurden, weil sie zuvor selbst einen Mann finden müsse, schlägt Casimir vor, dass doch einer von ihnen die Tante heiraten könnte, um das Problem aus der Welt zu schaffen.
Szene 10. Das Erscheinen des Barons unterbricht das Gespräch. Dieser zeigt sich verärgert, dass Colette in Begleitung anderer Personen zum Rendezvous gekommen ist. Casimir bringt das Gespräch sofort auf seine Schwester, die ja eigentlich mit dem Baron verabredet ist. Er bittet den Baron, den jungen Leuten Gesellschaft zu leisten, während er nach Pélagie sucht.
Szene 11. Als der Baron Colette zu sich bittet, stellt sich  Léonidas zwischen die beiden und schlägt vor, zum Zeitvertreib Blinde Kuh zu spielen. Er selbst wolle sich die Augen verbinden lassen. Der Baron ist sofort einverstanden, hofft er doch, dadurch Colette näher zu kommen. Während des Spiels greift Léonidas nach dem Baron, den er nach einigen absichtlich falschen Antworten erkennt. Anschließend ist der Baron an der Reihe. Colette flüstert ihm zu, dass sie sich von ihm fangen lassen wolle. Er dürfe nur die Augenbinde nicht abnehmen. Während der Baron im Spiel nach ihr sucht, entfernen sich die anderen allmählich (Nr. 9, Ensemble: „Tirons-lui notre révérence“).
Szene 12. Die zurückkehrende Pélagie wundert sich, dass die anderen nirgends zu sehen sind. Im Glauben, es handle sich um Colette, greift der Baron greift nach ihr und jubiliert über seinen Erfolg (Nr. 10, Duett und Finale: „Quelle journée enchanteresse“). Pélagie wundert sich, dass er sie mit Colette anredet. Schließlich bemerkt der Baron an ihrer Stimme, dass es sich um jemand anderes handeln muss. Er nimmt seine Binde ab. Pélagie erkennt in ihm ihren einstigen Verlobten Polydor, der sie vor Jahren am Vorabend der geplanten Hochzeit verlassen hatte. Der Baron will entsetzt fliehen, doch Pélagie hat ihre Liebe zu ihm nie aufgegeben und möchte ihn unter keinen Umständen wieder ziehen lassen.
Szene 13. Jetzt kommen auch die anderen hinzu. Nachdem Pélagie sie über die Identität des Barons aufgeklärt hat, bleibt diesem nichts anderes übrig, als in die Ehe mit ihr einzuwilligen. Damit ist auch der Weg für die anderen Paare frei.

## Gestaltung

### Orchester
Die Orchesterbesetzung der Oper enthält laut Angabe im Klavierauszug die folgenden Instrumente:
- Holzbläser: Piccoloflöte, Flöte, zwei Oboen, zwei Klarinetten, zwei Fagotte
- Blechbläser: zwei Cornets à Pistons, zwei Hörner, drei Posaunen
- Pauken, Triangel
- Harfe
- Streicher (Quartett)

### Musiknummern
Der Klavierauszug der Oper enthält die folgenden Musiknummern:
- Ouverture
- Nr. 1. Trio (Tenor, Tenor, Bass): „Florine, belle Florine“ (Szene 1)
- Nr. 2. Air Bouffe (Bass): „Quel aimable Financier“ (Szene 2)
- Nr. 3. Air de Léonidas (Bass): „Vous désirez savoir“ (Szene 2)
- Nr. 4. Morceau d’Ensemble (Ensemble): „Qu’il est doux“ (Szene 5)
- Nr. 5. Couplets de Pélagie (Sopran): „Monsieur, ne vous déplaise“ (Szene 5)
- Nr. 6. Couplets de Colette (Sopran): „Devant toi, nous plaidons la danse“ (Szene 6)
- Nr. 7. Septuor (Septett): „Je n’ai rien vu“ (Szene 8)
- Nr. 8. Cavatine de Cyprien (Tenor): „Ne demandez à la peinture“ (fehlt im gedruckten Libretto)
- Nr. 9. Scene de Jeu et Ensemble (Ensemble): „Tirons-lui notre révérence“ (Szene 11)
- Nr. 10. Duo et Final (Duett und Finale): „Quelle journée enchanteresse“ (Szene 12)

### Libretto
Die sorgfältige Charakterisierung der Personen zeigt sich besonders in den Wendepunkten des Librettos. Diese werden durch eingefügte Sätze vorbereitet und somit trotz der für diese Werkgattung typischen Unwahrscheinlichkeiten in logische Zusammenhänge gebracht. Ein Beispiel ist die Naivität Casimirs, mit der er die von den jungen Männern gebrachten (und zuvor gestohlenen) Lebensmittel entgegennimmt und deren Erklärung akzeptiert, sie stammten von einem Faun, einem Silvanus und einem Raben.

### Musik
Die Musik des Colin-maillard ist lebhaft und frisch. Sie oszilliert zwischen populärem Lied, Reminiszenzen an das 18. Jahrhundert und raffinierteren Ensemblesätzen, die bis zum Septett reichen. Alles wurde von Verne gut versifiziert, obwohl einige der Verse den Rhythmus vermissen lassen, der es dem Komponisten ermöglichen würde, sie punktgenau mit Spannungsbögen zu versehen. Besonders erwähnenswert ist eine fröhliche Cavatine Cypriens und einige reizende Couplets der Colette. Georges Bousquet empfand das Stück als „gut geschnitten im musikalischen Zusammenhang“ und bemerkte „graziöse Couplets und gut gemachte Ensemblestücke“. All dies schien ihm „mehr als ausreichend“ zu beweisen, „dass der neue Komponist aus guter Schule stamme und dass er alles besitze, um auf der Bühne erfolgreich zu sein.“ Als Beispiele nannte er „das Trio am Beginn des Stücks, in dem die Situation vom Musiker sehr gut zugeschnitten wurde; die Arie des Barons de la Verdure, in der eine melodische Rokoko-Wendung einen guten komischen Effekt erzielt; dann neben anderen Stücken noch ein sehr gut ausgeführtes Septett.“ Hignard hatte „für sein Debüt den Vorteil, den nicht alle beginnenden Komponisten haben, dass er von den Autoren des Librettos gut bedient wurde.“

## Werkgeschichte

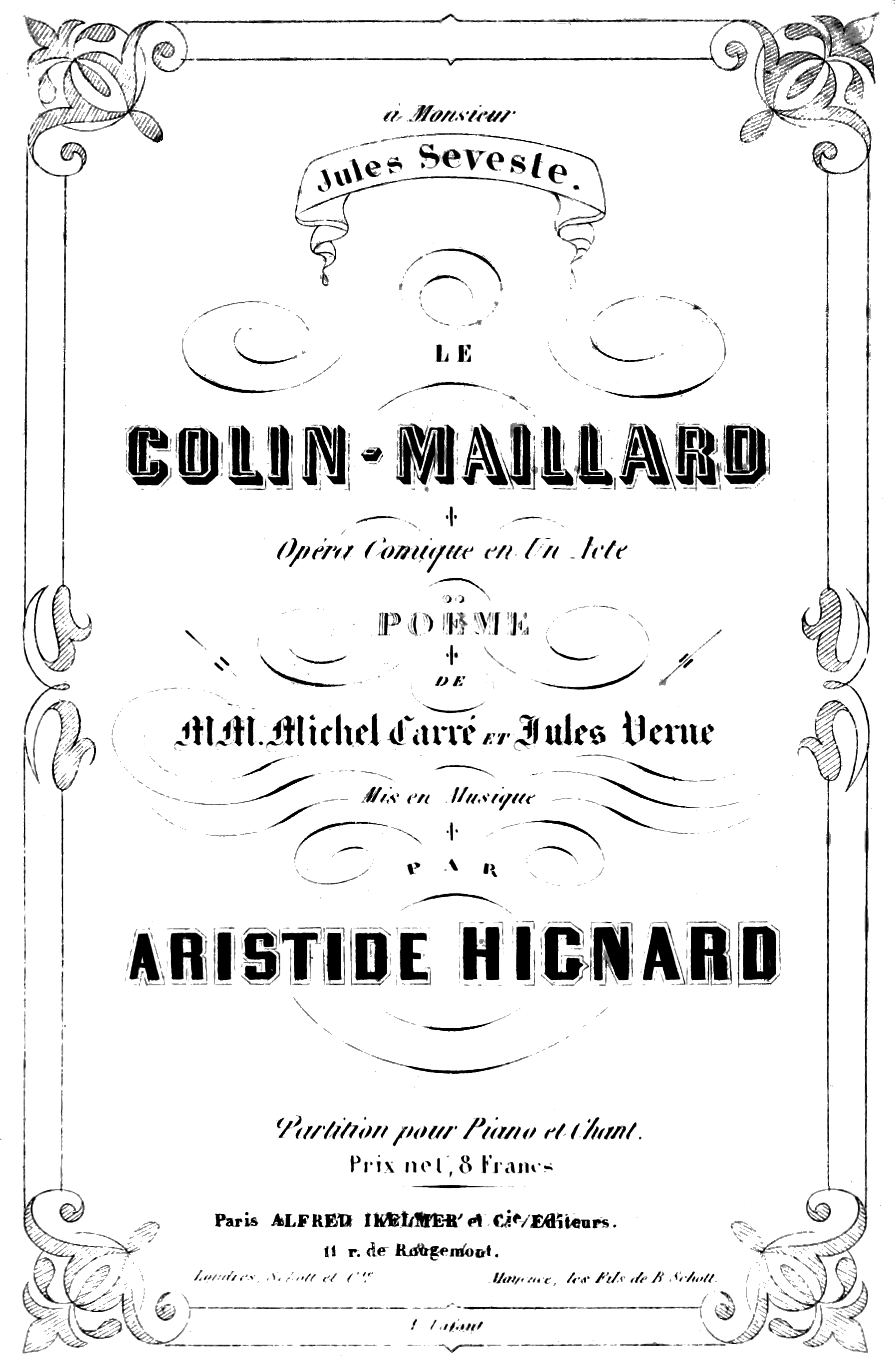
Titelblatt des Klavierauszugs

Jules Verne war von 1852 bis 1855 Sekretär des Théâtre-Lyrique, das damals von Jules Seveste und nach dessen Tod 1854 von Émile Perrin geleitet wurde. Albert de Lasalle zufolge legte Verne damals Hand an viele der an diesem Theater aufgeführten Werke. Der Verne-Forscher Volker Dehs bezweifelt das. Jedenfalls wurde im April 1853 mit dem Colin-maillard die erste Opéra-comique aufgeführt, bei der Vernes Name auf dem Plakat stand. Als Mitautor ist Michel Carré angegeben, der zu dieser Zeit bereits mit Jules Barbier zusammenarbeitete. Carrés Mitwirkung beschränkte sich offenbar darauf, Verne bei der Ausarbeitung des Grundgerüsts anzuleiten und den Text nach Fertigstellung durchzusehen. Das von Dehs in den alten Archiven der Opéra (Fonds Perrin) in schlechtem Zustand aufgefundene und untersuchte Tinten-Manuskript stammt von der alleinigen Hand Vernes. Es enthält einige Korrekturen von Jules Seveste und keine von Michel Carré. Seveste trug außer seinen Bleistift-Korrekturen auch einige Zeichnungen in das Manuskript ein. Das Titelblatt zeigt ein Selbstporträt in Gestalt einer Faunsbüste mit der Unterschrift „Ein Mann, der niemals zufrieden ist.“ Der Komponist des Colin-maillard war Aristide Hignard, der später noch mehrere weitere Opern auf Texte Vernes schrieb.
Die Uraufführung fand am 28. April 1853 am Théâtre-Lyrique in Paris statt. Es gab 39 Aufführungen im Jahr 1853 und 6 weitere Aufführungen im Folgejahr, die vom Publikum gut aufgenommen wurden. Auch die Kritik äußerte sich wohlwollend. Théophile Gautier schrieb beispielsweise:

« […] ce poème, qui est frais et gracieux comme un paysage de Watteau, et qui est signé de deux écrivains de talent. M. A. Hignard a brodé sur ce canevas pompadour une musique très fine, très naïve et très colorée ; son instrumentation est intéressante et sobre, ce qui n’est assurément pas un défaut par le temps qui court. »

„[…] diesem Poem, das frisch und anmutig ist wie eine Landschaft von Watteau und von zwei talentierten Autoren gezeichnet wird. Um dieses Pompadourgerüst hat Herr A. Hignard eine sehr feinsinnige, sehr naive und sehr farbige Musik gewoben; seine Instrumentation ist geschickt ausgeführt, interessant und zurückhaltend, was in diesen Zeiten wahrhaftig kein Fehler ist.“

L.-W. Romand meinte am 14. Mai 1853 (S. 3) in Le Théatre, dass diese „in ihrer Einfachheit so hübsche, erfrischende Komische Oper“ bei jeder Aufführung gewinne, „umso mehr als es mit perfekter Abstimmung, Verve und einer mitreißenden Fröhlichkeit gespielt“ werde.
Für eine Aufführung am Theater Nantes am 28. November 1853 erstellte Hignard eine vollständige Abschrift der Partitur. Das Finale ließ Seveste zum Abschluss der Spielzeit am 28. Mai 1854 innerhalb eines Potpourris aus Musikstücken der Saison mit dem Titel Le Passé et l’avenir spielen, mit dem er beim Innenministerium um eine Subvention für seine Bühne bat.
Anschließend geriet das Werk in Vergessenheit. Die erste Neuproduktion in einer Inszenierung von Charlotte Loriot gab es vom 27. bis 29. März 2013 im Théâtre du Centre Culturel Jacques Tati in Amiens mit den Ensembles Les Frivolités Parisiennes und Les Enfants de Monsieur Croche unter der musikalischen Leitung von Alexandra Cravero. Außerdem gab es eine Aufführung am 4. April an der Fondation Singer-Polignac in Paris.